# Golonchán Viejo
Golonchán Viejo är en ort i Mexiko.   Den ligger i kommunen Sitalá och delstaten Chiapas, i den sydöstra delen av landet, 800 km öster om huvudstaden Mexico City. Golonchán Viejo ligger 793 meter över havet och antalet invånare är 852.
Terrängen runt Golonchán Viejo är kuperad åt nordost, men åt sydväst är den bergig. Runt Golonchán Viejo är det ganska tätbefolkat, med 62 invånare per kvadratkilometer. Närmaste större samhälle är Yajalón, 16,6 km norr om Golonchán Viejo. I omgivningarna runt Golonchán Viejo växer i huvudsak städsegrön lövskog.